# 민트 줄렙

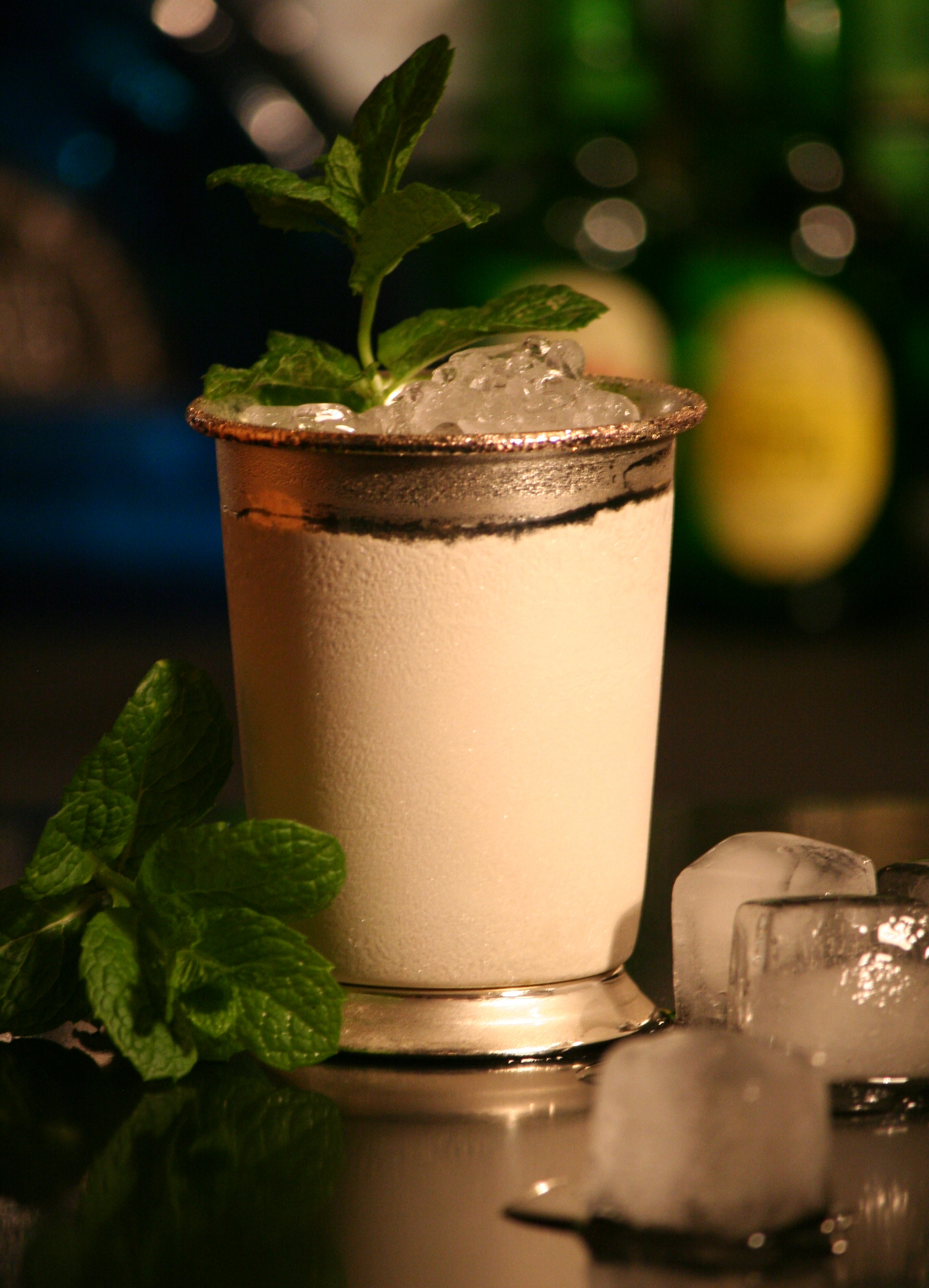

민트 줄렙(Mint julep)은 혼합된 술음료이자 칵테일이다. 주로 버번, 설탕, 물, 으깬 얼음, 신선한 박하로 구성되어 있다. 버번 기반 칵테일로서 미국 남부 요리, 특히 켄터키 더비와 관련이 되어 있다.
전통적으로는 남부 주들, 특히 켄터키주에서 스피어민트라는 박하가 사용된다.

## 같이 보기
- 올드 패션드 (칵테일)